# Eugenia maritima
Eugenia maritima är en myrtenväxtart som beskrevs av Dc.. Eugenia maritima ingår i släktet Eugenia och familjen myrtenväxter. Inga underarter finns listade i Catalogue of Life.